# Чекалов, Владимир Фёдорович
Владимир Фёдорович Чекалов (6 июля 1922, Новая-Вяльцево, Солигаличский район, Костромская область, РСФСР — 4 июня 1992, Санкт-Петербург, Российская Федерация) — советский художник, живописец, педагог, член Санкт-Петербургского Союза художников (до 1992 года — Ленинградской организации Союза художников РСФСР).

## Биография
Чекалов Владимир Фёдорович родился 6 июля 1922 года в деревне Новая-Вяльцево Солигаличского района Костромской области в крестьянской семье. В 1926 году семья переехала в Ленинград. Отец художника Фёдор Николаевич Чекалов работал столяром, мать Апполинария Михайловна Мотылькова занималась домашним хозяйством и воспитанием троих сыновей. В 1930 году Владимир Чекалов поступил в начальную школу. В 1936-м после седьмого класса Чекалова, как проявившего способности к рисованию, приняли в Среднюю художественную школу при Всероссийской Академии художеств, где он стал заниматься у Павла Наумова, Александра Зайцева, Самуила Невельштейна, Михаила Натаревича.
Вместе с Владимиром Чекаловым в эти годы в Средней художественной школе учились многие известные в будущем ленинградские художники и скульпторы: Евгения Антипова, Михаил Аникушин, Вячеслав Загонек, Виктор Тетерин, Алексей Ерёмин, Марина Козловская и другие. В 1941 году Чекалов окончил Среднюю художественную школу и готовился к поступлению в Ленинградский институт живописи, скульптуры и архитектуры.
После начала Великой Отечественной войны в июле 1941 года Чекалова призывают в Красную Армию; В. Чекалов прошёл путь от курсанта военно-инженерного училища до гвардии старшего лейтенанта, командира сапёрной роты. Воевал на Юго-Западном и Северо-Кавказском фронтах. Участвовал в боях под Сталинградом. В 1944—1945 с частями 3-го Украинского фронта участвовал в освобождении Румынии, Болгарии, Венгрии, Югославии, Австрии. Был ранен. Награждён орденом Красной Звезды, двумя орденами Отечественной войны 2-й степени, медалью «За победу над Германией».
Демобилизовался в 1946 году в звании капитана. В войну Владимир Чекалов потерял всех близких: родители погибли в блокаду в Ленинграде, два старших брата пали на фронтах.
В октябре 1946 года Владимир Чекалов поступил на живописное отделение ленинградского института живописи, скульптуры и архитектуры имени И. Е. Репина. Занимался у Александра Зайцева, Бориса Фогеля, Генриха Павловского, Лии Островой, Семёна Абугова, Михаила Платунова, Иосифа Серебряного.
В 1952 Чекалов окончил Ленинградский институт живописи, скульптуры и архитектуры имени И. Е. Репина по мастерской Бориса Иогансона с присвоением квалификации художника живописи. Дипломная картина — «Солдатская кухня». В конце 1952 года она демонстрировалась в Москве на всесоюзной выставке дипломных работ студентов художественных вузов. В феврале 1953 журнал «Советский Союз», издававшийся на шести языках, поместил в полный разворот цветную репродукцию дипломной картины Чекалова и статью об авторе.
С 1952 участвовал в выставках. Писал пейзажи, портреты, жанровые и батальные картины. Ведущей темой творчества стал образ советского солдата-освободителя. Автор картин «Солдатская кухня» (1952), «На Финском заливе» (1954), «Паренёк в румынском костюме» (1955), «На привале. В Болгарии» (1957), «Письмо с родины» (1958), «Письмо из дома» (1959), «Встреча», «Вести с родины» (обе 1960), «Свидание» (1961), «Младший сержант», «Голова солдата в пилотке», «Пионерка», «Земляки» (все 1964), «Бой черноморцев в районе посёлка Эльтиген» и других. Работая над картиной, Чекалов выполнял большое количество этюдов с натуры, многие из них являются прекрасными образцами реалистической живописи.
В конце 1950-х — в 1960-х годах Чекалов совершает творческие поездки в Крым, работает в Старой Ладоге, на Академической даче, много времени уделяя пейзажу. В этом жанре с особой силой раскрылось живописное дарование художника, его чувство цвета и умение передавать состояние свето-воздушной среды.
Развитие живописной манеры художника шло от освоения приёмов тональной живописи и строгого следования натуре к усилению пленэрности, импрессионистическому обогащению и утончению колорита при сохранении ясной конструктивной основы композиции. Чекалов в совершенстве владел техникой рисунка.
Владимир Чекалов был членом Санкт-Петербургского Союза художников (до 1992 года — Ленинградской организации Союза художников РСФСР) с 1952 года.
В 1970—1980-е годы преподавал в художественной школе для глухонемых детей в Павловске под Ленинградом.
Скончался 4 июня 1992 года в Санкт-Петербурге на 70-м году жизни. 
Произведения В. Ф. Чекалова находятся в музеях и частных собраниях в России, Франции, США, Германии, Великобритании и других странах.

## Выставки
- 1952 год (Ленинград): Выставка дипломных работ выпускников института имени И. Е. Репина 1952 года.
- 1957 год (Ленинград): 1917 - 1957. Юбилейная выставка произведений ленинградских художников, посвящённая 40-летию Великой Октябрьской социалистической революции.
- 1960 год (Ленинград): Выставка произведений ленинградских художников в Государственном Русском музее.
- 1964 год (Ленинград): Ленинград. Зональная выставка произведений ленинградских художников 1964 года.
- 1994 год (Санкт-Петербург): Выставка «Ленинградские художники. Живопись 1950-1980 годов» в залах Санкт-Петербургского Союза художников.
- 1994 год (Санкт-Петербург): Выставка «Этюд в творчестве ленинградских художников 1940-1980 годов» в Мемориальном музее Н. А. Некрасова.
- 1995 год (Санкт-Петербург): Выставка «Лирика в произведениях художников военного поколения. Живопись. Графика» в Мемориальном музее Н. А. Некрасова.
- 1996 год (Санкт-Петербург): Выставка «Живопись 1940-1990 годов. Ленинградская школа» в Мемориальном музее Н. А. Некрасова.